# 아마존 우림의 탈산림화
아마존 우림의 탈산림화에 관한 내용이다.

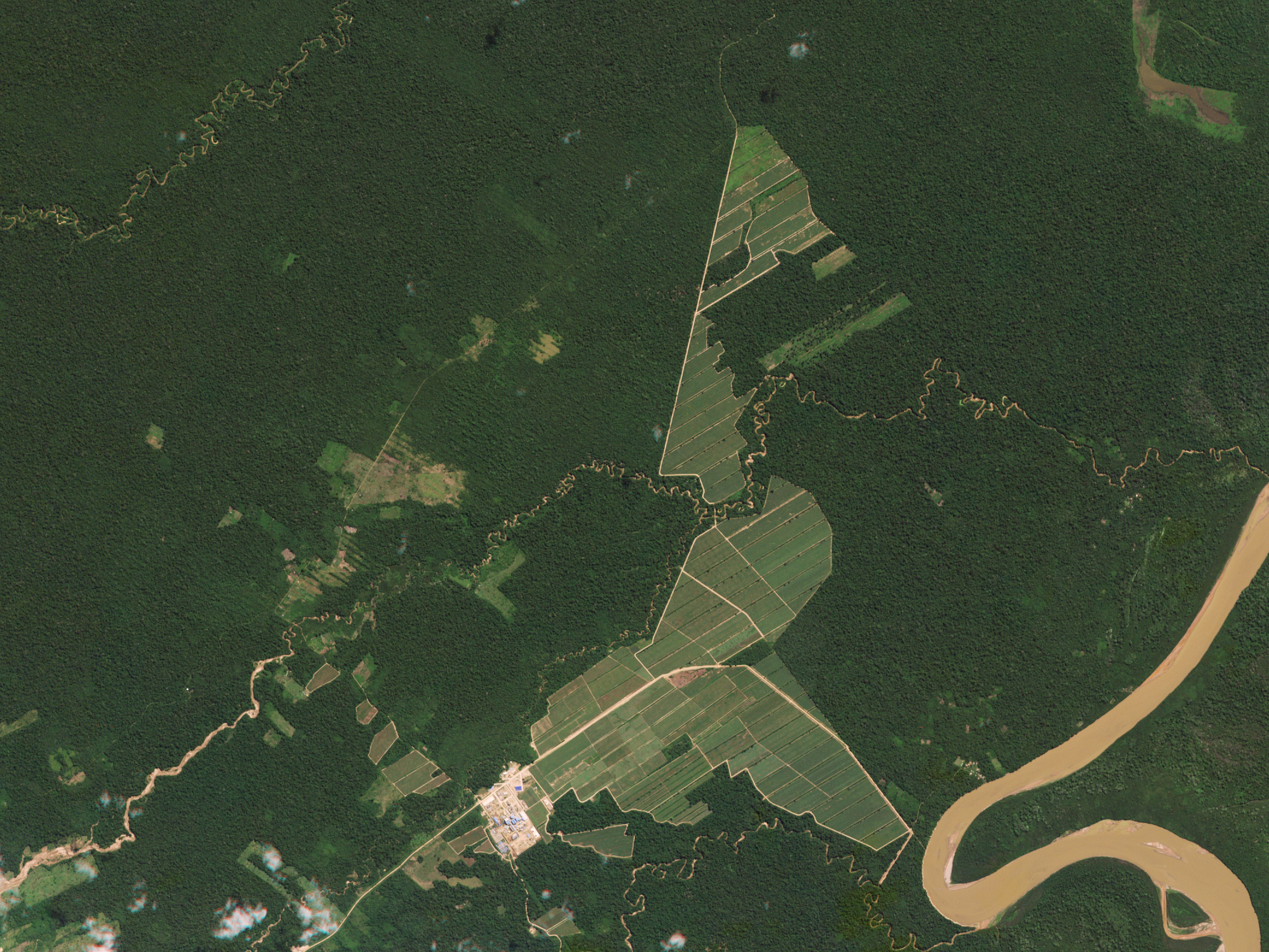
2014년 6월의 볼리비아의 탈산림화

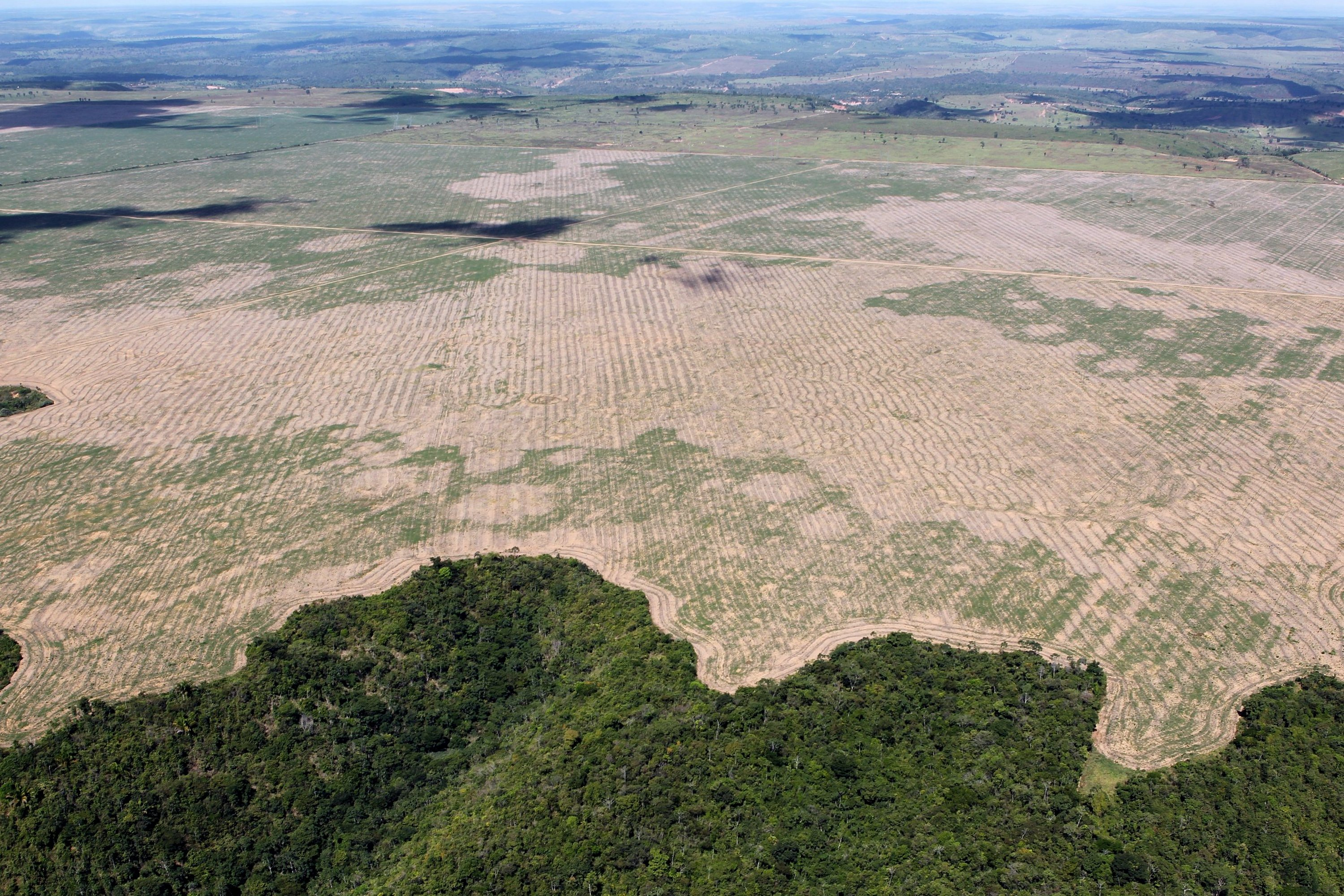
2016년 7월의 브라질 마라냥주의 탈산림화

면적이 3,000,000km2(1,200,000평방마일)에 달하는 아마존 우림은 세계에서 가장 큰 우림이다. 지구상에서 가장 크고 생물 다양성이 가장 높은 열대 우림을 포함하며 전체 우림의 절반 이상을 차지한다. 아마존 지역에는 9개 국가의 영토가 포함되어 있으며 브라질이 대다수(60%)를 차지하고 페루(13%), 콜롬비아(10%)가 그 뒤를 따르고 베네수엘라, 에콰도르, 볼리비아, 가이아나, 수리남, 프랑스령 기아나가 그보다 작은 부분을 차지한다.
아마존 우림의 3분의 1 이상이 공식적으로 인정된 토착 영토로 지정되었으며, 그 수는 3,344개 이상이다. 역사적으로 아마존 원주민들은 식량, 피난처, 물, 섬유, 연료, 의약품 등 다양한 필요를 위해 숲에 의존해 왔다. 숲은 그들에게 문화적, 우주적 중요성을 지니고 있다. 외부 압력에도 불구하고 원주민 지역의 삼림 벌채율은 상대적으로 낮다.
2022년까지 숲의 약 26%가 산림이 벌채되거나 심하게 훼손된 것으로 간주되었다. 외교협회(Council on Foreign Relations)에 따르면 30만 평방마일이 손실됐다.
브라질 아마존의 가축 방목은 탈산림화의 주요 원인으로 확인되었으며, 이는 이 지역 전체 삼림 벌채의 약 80%를 차지한다. 이는 산림 벌채의 단일 동인 중 세계 최대 규모이며, 전 세계 연간 산림 벌채의 약 14%에 기여한다. 정부 세수는 삼림 벌채로 이어지는 농업 활동의 상당 부분을 지원해 왔다. 1995년까지 아마존의 이전 산림지 중 70%와 1970년 이후 산림 벌채된 토지의 91%가 가축 사육을 위해 전환되었다. 나머지 삼림 벌채는 주로 소규모 자급 농업과 콩, 야자나무와 같은 작물을 생산하는 기계화된 경작지에서 발생한다.
2018년 위성 데이터에 따르면 2017년 8월부터 2018년 7월 사이에 약 7,900km2(3,100평방마일)의 아마존 삼림 벌채 비율이 10년 만에 최고 수준으로 나타났다. 마토 그로소(Mato Grosso)와 파라(Pará) 주는 이 기간 동안 가장 높은 수준의 삼림 벌채를 경험했다. 브라질 환경부 장관은 불법 벌목을 원인으로 꼽았으며, 비평가들은 농업 확장이 열대우림을 침해하는 요인이라고 강조했다. 연구자들은 숲이 스스로 유지하기에 충분한 강우량을 생성하지 못하는 전환점에 도달할 수 있다고 경고한다. 2023년 첫 9개월 동안 삼림 벌채율은 룰라 정부의 정책과 국제적 지원으로 인해 49.5% 감소했다.

## 같이 보기
- 2019년 아마존 우림 산불
- 목장
- 개벌
- 탈산림화
- 벌채
- 메노파
- 테라 프레타
- 재규어